# Station Lubiąż
Station Lubiąż is een spoorwegstation in de Poolse plaats Lubiąż.